# Grimothea
Grimothea là một chi tôm hùm lùn trong họ Munididae.

## Các loài
Dưới đây là các loài được công nhận trong chi Grimothea:
- Grimothea atlantica (de Melo-Filho & de Melo, 1994)
- Grimothea curvipes (Benedict, 1902)
- Grimothea debilis (Benedict, 1902)
- Grimothea gregaria (Fabricius, 1793)
- Grimothea johni (Porter, 1903)
- Grimothea krishaha Tiwari, Padate & Cubelio, 2023
- Grimothea lipkeholthuisi (Hendrickx & Parente, 2010)
- Grimothea macrobrachia (Hendrickx, 2003)
- Grimothea monodon (H. Milne Edwards, 1837)
- Grimothea montemaris (Bahamonde & López, 1962)
- Grimothea notialis (Baba, 2005)
- Grimothea nuda (Benedict, 1902)
- Grimothea planipes (Stimpson, 1860)
- Grimothea princeps (Benedict, 1902)
- Grimothea quadrispina (Benedict, 1902)